# Strübbel
Strübbel település Németországban, Schleswig-Holstein tartományban. Lakosainak száma 96 fő (2023. december 31.).

## Népesség
A település népességének változása:
| Lakosok száma | 129  | 86   | 89   | 93   | 97   | 96   |
|               | 1975 | 2017 | 2019 | 2021 | 2022 | 2023 |